# Tollow
Tollow es el nombre de una isla alemana deshabitada que se encuentra en el Maltziener Wiek, una bahía de Greifswald Bodden y casi en su totalidad encerrada por una península de la isla de Ruegen. Posee unos 300 metros de largo y 100 metros de ancho, con una superficie de 1,74 hectáreas.
Administrativamente forma parte del estado de Mecklemburgo-Pomerania Occidental al norte de Alemania.